# Hadadi, Davanagere
Hadadi là một làng thuộc tehsil Davanagere, huyện Davanagere, bang Karnataka, Ấn Độ.